# Hasta siempre (álbum)
Hasta siempre es el cuarto disco de la banda argentina Bandana. Fue lanzado en mayo de 2004. 
Contiene diecisiete temas interpretado por sus integrantes Valeria Gastaldi, Lourdes Fernández, Ivonne Guzmán, Virginia da Cunha y Lissa Vera. 
Está grabado en vivo en el Teatro Gran Rex, es el último trabajo discográfico de Bandana, es un álbum recopilatorio de sus temas más exitosos, y no tuvo el éxito en ventas que se esperaba. Además está la versión en DVD de este disco.
Es una recopilación de los grandes éxitos del grupo, editado en 2004.

## Temas
1. Guapas - 4.16
2. Qué pasa con vos - 2.34
3. Cómo puede ser - 3.31
4. Maldita noche - 3.34
5. Si mi corazón se pierde/Cuídame/Aquí estoy - 7.22
6. 12 horas - 4.07
7. Dame una razón - 3.25
8. Bajo la lluvia - 3.43
9. Un demonio - 3.22
10. A bailar - 3.15
11. Sigo aquí - 3.52
12. Con eso tengo seguro tu amor - 4.02
13. Voy a buscar - 3.13
14. Hasta el día de hoy - 3.55
15. Sigo dando vueltas - 3.16
16. Hoy empieza - 4.04
17. Llega la noche - 4.23

## Edición Hogareña -Hasta siempre - Bandana (DVD)
Contiene los temas del album (a excepción del set acústico).
Como contenido extra incluye la videografia hasta el 2004 (Tanto el DVD como el VHS)
- Ventas Argentina: 50 000
- Ventas mundiales: 570 000[cita requerida]

- Datos: Q5892705